# Transformator trójuzwojeniowy
Transformator trójuzwojeniowy – transformator energetyczny posiadający uzwojenie pierwotne oraz dwa uzwojenia wtórne. Szczególnym przypadkiem jest transformator z dzielonymi uzwojeniami. Moc znamionowa transformatora trójuzwojeniowego jest równa połowie mocy znamionowych wszystkich uzwojeń (również regulacyjnych). 
Według normy PN-IEC 76-1 wartości napięcia zwarcia i strat zwarcia dla poszczególnych par uzwojeń, podawane na tabliczce znamionowej transformatora, są odnoszone do mocy znamionowej słabszego uzwojenia rozpatrywanej pary. 
Transformatory trójuzwojeniowe spotykane są dość często w energetyce, zarówno w sieciach przesyłowych jak i rozdzielczych. W sieciach przesyłowych wraz z autotransformatorami są one urządzeniami sprzęgającymi szyny o napięciach 400, 220 i 110 kV. W sieciach rozdzielczych stanowią na ogół powiązanie między siecią 110 kV oraz sieciami SN o dwóch różnych poziomach napięć (np. 15 kV i 6 kV).